# Cacataibo
Cacataibo (Kakataibo), indijanski narod naseljen uz rijeke Aguaytía, San Alejandro i Zungaruyacu u središnjem dijelu peruanske kišne šume, a dijelom i u izolaciji u području planinskog lanca Cordillera Azul. 
Srodni su jezično plemenu Cashibo, porodica panoan, čijim dijalektom govore. Populacija im iznosi oko 7000
Narod Kakataibo, čiji jezik pripada jezičnoj obitelji Pano, također je poznat kao Uni. Na njihovom jeziku uni znači 'pravi ljudi' ili 'ljudi', a tako sebe naziva veliki dio Kakataiboa.
Dugi niz godina sukobljavali su se Kakataibo i Shipibo-Konibo, a jedan od razloga je bila nabava metalnog oruđa koje su misionari donijeli na to područje. Možda je zbog konfliktnog odnosa koji su ti ljudi održavali Shipibo-Konibo nazvali cashibo, što znači 'ljudi-vampiri', naziv koji mnogi Kakataibo smatraju pogrdnim.
Narod Kakataibo živi uglavnom u departmanima Ucayali i Huánuco, u blizini slivova rijeka Aguaytía, San Alejandro i Sungaroyacu. Prema rezultatima nacionalnog popisa stanovništva iz 2017. godine, zbog svojih običaja i predaka bilo je 1164 ljudi koji su se na nacionalnoj razini izjasnili kao dio naroda Kakataibo; a zbog jezika ili materinjeg jezika kojim su naučili govoriti u djetinjstvu, bilo je 1553 ljudi koji su izjavili da govore kakataibo jezik, što odgovara 0,03% od ukupnog broja materinskih jezika na nacionalnoj razini. Osim toga, prema podacima Ministarstva kulture, populacija naroda Kakataibo procjenjuje se na 3715 ljudi.